# Aechmea wittmackiana
Aechmea wittmackiana là một loài thực vật có hoa trong họ Bromeliaceae. Loài này được (Regel) Mez mô tả khoa học đầu tiên năm 1892.